# Akashia
L‘Akashia (あかしあ, Akashia) est un ferry rapide de la compagnie japonaise Shin Nihonkai Ferry. Construit entre 2003 et 2004 aux chantiers Mitsubishi Heavy Industries de Nagasaki, il navigue depuis juillet 2004 sur les liaisons entre reliant les îles d'Honshū et d'Hokkaidō par la mer du Japon.

## Histoire

### Origines et construction
Depuis la fin des années 1990, une baisse significative du prix du carburant permet à la compagnie Shin Nihonkai Ferry de mettre en service des navires plus rapides sur ses lignes entre Honshū et Hokkaidō. Dès 1996 entrent en flotte les car-ferries rapides Suzuran et Suisen capables de filer à une vitesse d'environ 29 nœuds, réduisant ainsi considérablement le temps de traversée sur la ligne Tsuruga - Otaru.
Poursuivant le renouvellement de sa flotte, l'armateur japonais lance la construction au début des années 2000 de deux nouveaux navires rapides jumeaux destinés à assurer un service rapide depuis Maizuru. Prévus pour remplacer les ferries New Akashia, Ferry Lavender et Ferry Lilac, les nouvelles unités sont cette fois-ci conçues pour atteindre des vitesses de plus de 30 nœuds pour permettre de maintenir les fréquences actuelles sur la ligne avec deux navires au lieu de trois. À cet effet, malgré une longueur d'environ 220 mètres, leur largeur est arrêtée à 26 mètres afin de leur donner une forme de coque plus effilée. Le système de propulsion est quant à lui innovant à bien des égards puisqu'il combine une hélice classique à un pod électrique développé par Mitsubishi, ce qui fait en fait les premiers car-ferries japonais à être équipé d'une telle propulsion hybride. Ce système permet également de réduire la consommation de carburant de 13% par rapport à une propulsion conventionnelle et facilite également les manœuvres d'accostage et d'appareillage. La capacité d'emport, guidée par les tendances du marché est légèrement inférieure à celle de leurs prédécesseurs mais les futurs navires sont tout de même prévus pour transporter 820 passagers, une soixantaine de véhicules et plus de 150 remorques. Les locaux des passagers sont pensés pour offrir un voyage confortable avec des cabines en 1re et en 2de classe ainsi que des suites de luxe. L'architecture générale des installations ne diffère pas des autres navires de la flotte avec toujours un restaurant, un café-bar, deux salons et des bains publics, le tout desservi par un atrium central.
Les deux navires, baptisés Hamanasu et Akashia sont mis sur cale simultanément aux chantiers Mitsubishi Heavy Industries de Nagasaki le 5 août 2003. L‘Akashia est lancé le 21 mars 2004. Après finitions, il est ensuite livré à Shin Nihonkai le 28 juin 2004.

### Service

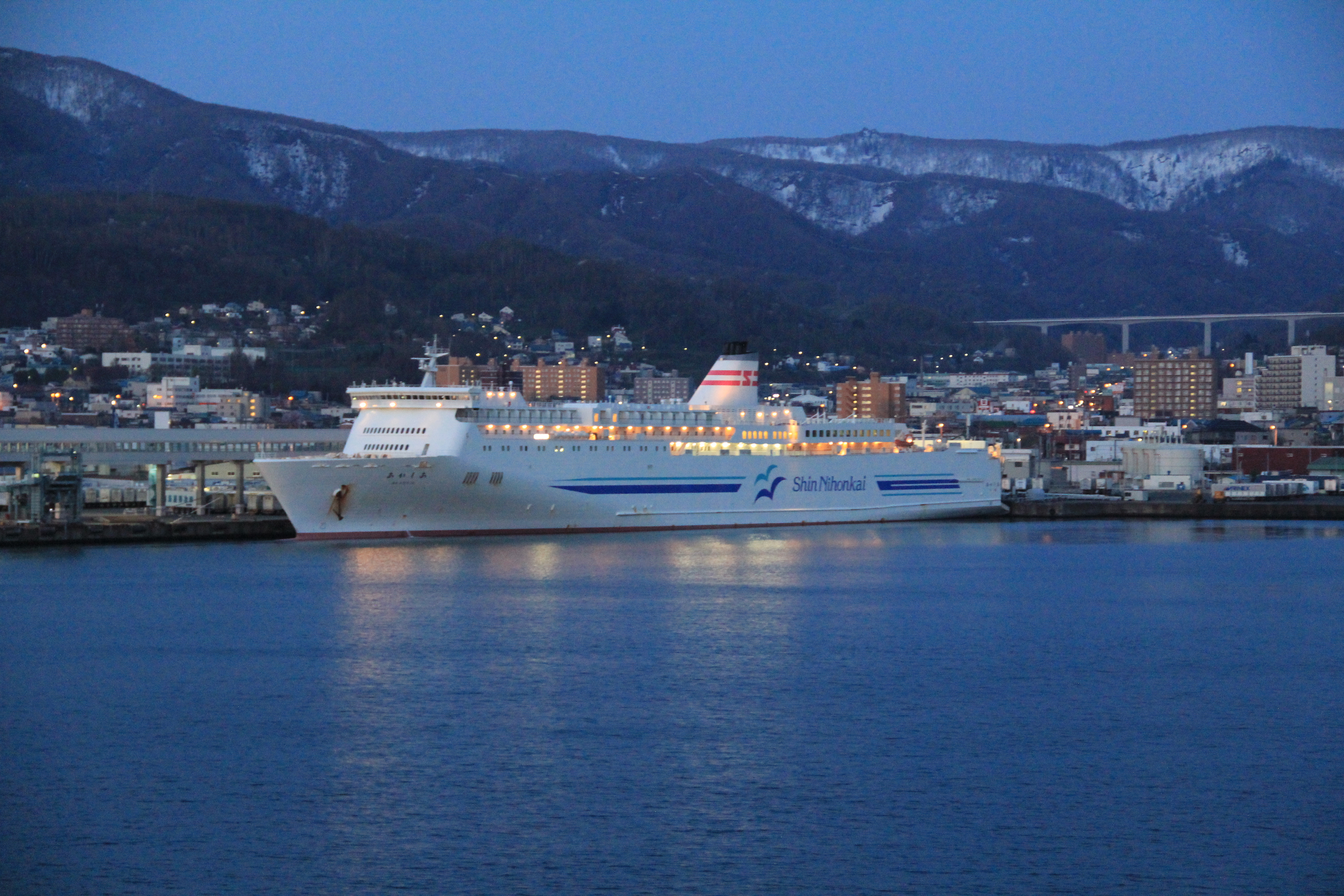
L‘Akashia à Otaru en avril 2019.

L‘Akashia est mis en service le 1er juillet 2004 entre Maizuru et Otaru. Son arrivée permet de réduire le temps de traversée de 29 heures à seulement 20 heures grâce à sa vitesse de 30 nœuds.
En 2012, des travaux sont réalisés au niveau de ses aménagements intérieurs, réduisant la capacité d'emport de 820 à 746 passagers.
Le 2 mai 2013, vers 2 heures du matin, le navire est victime d'un black out alors qu'il se trouve au large de Tsuruga. La perte d'alimentation entraîne l'arrêt des moteurs. La situation sera cependant rétablie quelque temps plus tard et l'origine sera attribuée à une défaillance au niveau du tableau électrique de la salle des machines.
Au cours de son arrêt technique effectué aux chantiers Japan Marine United d'Onomichi du 4 janvier au 10 février 2021, un dispositif d'épuration de fumées, surnommé scrubber, visant à réduire les émissions de soufre est installé sur l‘Akashia. À cet effet, le navire se voit équipé d'une nouvelle cheminée, légèrement plus grande que la précédente.

## Aménagements
L‘Akashia possède 9 ponts. Si le navire s'étend en réalité sur 10 ponts, deux d'entre eux sont inexistants au niveau des garages afin de permettre au navire de transporter du fret. Du point de vue commercial, la numérotation des ponts débute à partir du pont garage inférieur (correspondant au pont 0). Les locaux passagers occupent les ponts 4, 5 et 6 tandis que l'arrière du pont 4 est consacré à l'équipage. Les ponts 1, et 2 et 3 abritent quant à eux les garages.

### Locaux communs
Les installations de l‘Akashia se situent pour la plupart à l'arrière du pont 5. Les passagers ont à leur disposition un restaurant, un grill, un café ainsi qu'un espace extérieur. 
Parmi les installations se trouve :
- Le café Arc en ciel : le bar principal du navire situé à la poupe du côté tribord, 62 passagers peuvent y prendre place ;
- Le restaurant Vent Vert : restaurant du navire situé du côté bâbord pouvant accueillir 148 personnes ;
- Le grill Kasumi : situé à tribord au niveau de la promenade interne, d'une capacité de 42 personnes.
- Le salon Aurora : situé à l'avant au pont 5, offre une vue sur la navigation.
- Le fumoir Sunset Street : salon fumeur situé à l'avant au pont 4.

En plus de ces principaux aménagements, le navire propose également sur le pont 6 une salle de conférence, sur le pont 5 deux bains publics (appelés sentō), l'un pour les hommes, l'autre pour les femmes à tribord, une boutique, une salle de jeux vidéos ainsi qu'une salle de massage sur le pont 4.

### Cabines
À bord de l‘Akashia, les cabines sont répartis en quatre catégories selon le niveau de confort. Ainsi, le navire deux suites d'une capacité de quatre personnes, 32 cabines à quatre de catégorie A et six à trois, 66 cabines cabines de catégorie B à deux, 14 à quatre et 20 à deux, 14 compartiments à une personne, 9 à deux, 18 dortoirs à dix personnes et quatre à 32 personnes ainsi qu'un dortoir de style japonais à 24 places.

## Caractéristiques
L‘Akashia mesure 224,50 mètres de long pour 26 mètres de large, son tonnage est de 16 810 UMS (ce qui n'est pas exact, le tonnage des car-ferries japonais étant défini sur des critères différents). Il pouvait à l'origine embarquer 820 passagers avant que sa capacité ne soit ramenée à 746 en 2012. Il possède un spacieux garage pouvant embarquer 158 remorques et 66 véhicules. Le garage est accessible par l'arrière au moyen de deux portes rampe latérales à bâbord et à tribord et d'une rampe axiale. La propulsion de l‘Akashia est assurée par deux moteurs diesels Wärtsilä 12V46C développant une puissance de 42 800 kW. Ils entrainent une hélice classique et produisent de l'énergie convertie en électricité alimentant un pod CRP, permettant au navire d'atteindre une vitesse de 30,5 nœuds. Il est en outre doté de deux propulseurs d'étrave ainsi qu'un stabilisateur anti-roulis. Les dispositifs de sécurité sont essentiellement composés de radeaux de sauvetage mais aussi d'une embarcation semi-rigide de secours. Depuis 2021, l‘Akashia est équipé de scrubbers, dispositif d'épuration des fumées rejetées par les cheminées réduisant ainsi les émissions de soufre.

## Lignes desservies
Depuis le début de sa carrière, l‘Akashia est affecté principalement entre Maizuru et Otaru. Il dessert parfois les autres lignes de la compagnie selon périodes.